# Edward Chaytor

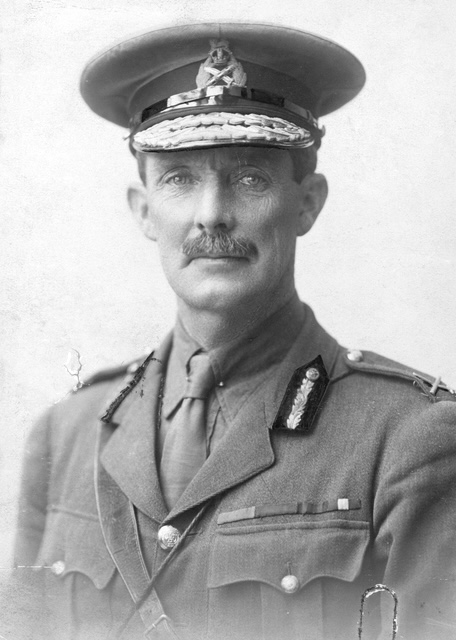
Sir Edward Chaytor, um 1918

Sir Edward Walter Clervaux Chaytor KCMG, KCVO, CB (* 21. Juni 1868 in Motueka, Neuseeland; † 15. Juni 1939 in London) war ein neuseeländischer Offizier, der im Zweiten Burenkrieg und im Ersten Weltkrieg kämpfte und den Rang eines Major-General erreichte.

## Leben
Chaytor wurde als Sohn von John Clervaux Chaytor und dessen Frau Emma, geborene Fearon, geboren und am Nelson College erzogen. Nach Erreichen der Volljährigkeit bewirtschaftete er zunächst die Familienfarm in Spring Creek nahe Blenheim. 1886 trat er den Marlborough Hussars (später Marlborough Mounted Rifle Volunteers) bei und erlangte 1889 den Rang eines Lieutenant und 1893 den eines Captain. 1898 heiratete Chaytor die verwitwete Louisa Jane Hiley, mit der er drei Kinder hatte.
Anfang 1900 verließ Chaytor Neuseeland als Freiwilliger im dritten (von zehn) Kontingent der New Zealand Mounted Rifles, um am Zweiten Burenkrieg in Südafrika teilzunehmen. In einem Gefecht am 26. Mai 1900, für das er mentioned in dispatches wurde, wurde sein rechter Oberschenkelknochen von einer Gewehrkugel zerschmettert. Zwar kehrte er nach seiner Genesung zu seiner Einheit zurück und nahm noch an einigen weiteren Gefechten teil, doch wurde er im Mai 1901 als dienstuntauglich entlassen und nach Hause geschickt. Im Februar 1902 begab er sich mit dem achten neuseeländischen Kontingent erneut nach Südafrika. Er war inzwischen Brevet-Lieutenant-Colonel und befehligte das South Island Regiment. Infolge des Kriegsendes am 31. Mai 1902 hatte er keine Gelegenheit, sich erneut auszuzeichnen.
Nach seiner Rückkehr nach Neuseeland wurde Chaytor Berufsoffizier und diente zunächst als Major im 1. Bataillon der Nelson Mounted Rifle Volunteers. Er gab diesen Posten bald auf, um in Wellington für das Defence Department als Assistant Adjutant General zu arbeiten. 1907 wurde Chaytor als erster neuseeländischer Offizier für ein Studium am britischen Staff College Camberley zugelassen. Nach seiner Rückkehr nach Neuseeland 1910 wurde er zum Direktor für militärische Ausbildung ernannt. Ende 1910 wurde ihm der Befehl über den Militärdistrikt Wellington übertragen und 1911 folgte seine Beförderung zum Colonel. Seine letzte Friedensverwendung war die als Generaladjutant der Streitkräfte ab Juli 1914.
Mit dem Beginn des Ersten Weltkriegs wurde Chaytor zuständig für Personalfragen und Logistik in der New Zealand Expeditionary Force (NZEF) unter Major-General Alexander Godley. Er stellte zum einen das rund 1400-köpfige neuseeländische Kontingent zusammen, das Ende August 1914 Deutsch-Samoa besetzte. Die zweite und größere Aufgabe war die Organisation der eigentlichen NZEF, die sich im Oktober 1914 mit rund 8500 Mann in Wellington nach Ägypten einschiffte. Nach der Ankunft diente er weiter unter Godley, der den Befehl über die im Dezember 1914 neugebildete New Zealand and Australian Division übernahm. Nach einigen Monaten der gemeinsamen Ausbildung nahm die Division ab April 1915 an der Schlacht von Gallipoli teil. Chaytor wurde hier mehrfach verwundet und war zu einem Genesungsaufenthalt in England gezwungen.
Ab November 1915 kommandierte Chaytor die New Zealand Mounted Rifles Brigade in Ägypten, die ab Anfang 1916 Teil der ANZAC Mounted Division unter dem Australier Harry Chauvel war und im Sinai- und Palästinafeldzug zum Einsatz kam. Chaytor stellte hier seine Kaltblütigkeit unter Beweis, als er in der Schlacht von Rafah im Januar 1917 einen Rückzugsbefehl Philip Chetwodes ignorierte und so zum siegreichen Ausgang der Schlacht maßgeblich beitrug. Als Chauvel im April 1917 die Desert Column übernahm, wurde Chaytor sein Nachfolger an der Spitze der ANZAC Mounted Division im Rang eines Major-General. Er ist der einzige gebürtige Neuseeländer, der jemals eine ANZAC-Division befehligte. Für seine militärischen Erfolge wurde Chaytor 1918 als Knight Commander des Order of St Michael and St George geadelt. Eine unter seinem Befehl stehende Formation nahm Ende September 1918 Amman ein.
Nach dem Waffenstillstand und der Rückkehr nach Neuseeland wurde Chaytor im Dezember 1919 zum Commandant and General Officer Commanding the New Zealand Military Forces ernannt. Er behielt diesen Posten bis zu seinem Ausscheiden aus dem aktiven Dienst im April 1924. In dieser Zeit war er für eine umfassende Reorganisation der neuseeländischen Streitkräfte verantwortlich. 1920 wurde er als Knight Commander in den Royal Victorian Order aufgenommen.
Seinen Ruhestand verlebte Chaytor mit seiner Familie in London, wo er 1939 starb.